# Grand Prix Bahrajnu 2010
Grand Prix Bahrajnu 2010 (2010 Formula 1 Gulf Air Bahrain Grand Prix) byl 1. závod 61. ročníku mistrovství světa jezdců Formule 1 a 52. ročníku poháru konstruktérů, historicky již 821. grand prix, se již tradičně odehrála na okruhu v Manamě.

## Výsledky
- 14. březen 2010
- Okruh Bahrain International Circuit
- 49 kol x 6.299 km − 246 m = 308.405 km
- 821. Grand Prix
- 22. vítězství  « Fernanda Alonsa
- 211. vítězství pro  « Ferrari
- 22. vítězství pro  « Španělsko

| Legenda k tabulce | Legenda k tabulce                                                                       |
| Barva             | Výsledek                                                                                |
| ----------------- | --------------------------------------------------------------------------------------- |
| Zlatá             | Vítěz                                                                                   |
| Stříbrná          | 2. místo                                                                                |
| Bronzová          | 3. místo                                                                                |
| Zelená            | Bodované umístění                                                                       |
| Modrá             | Nebodované umístění                                                                     |
| Modrá             | Dokončil neklasifikován (NC)                                                            |
| Fialová           | Odstoupil (Ret)                                                                         |
| Červená           | Nekvalifikoval se (DNQ)                                                                 |
| Červená           | Nepředkvalifikoval se (DNPQ)                                                            |
| Černá             | Diskvalifikován (DSQ)                                                                   |
| Bílá              | Nestartoval (DNS)                                                                       |
| Bílá              | Závod zrušen (C)                                                                        |
| Světle modrá      | Pouze trénoval (PO)                                                                     |
| Světle modrá      | Páteční testovací jezdec (TD)                                                           |
| Bez barvy         | Netrénoval (DNP)                                                                        |
| Bez barvy         | Vyřazen (EX)                                                                            |
| Bez barvy         | Nepřijel (DNA)                                                                          |
| Bez barvy         | Odvolal účast (WD)                                                                      |
| Bez barvy         | Nezúčastnil se (prázdné)                                                                |
| Označení          | Význam                                                                                  |
| Tučnost           | Pole position                                                                           |
| Kurzíva           | Nejrychlejší kolo                                                                       |
| †                 | Jezdec nedojel do cíle, ale byl klasifikován, protože odjel více než 90 % délky závodu. |
| ‡                 | Byl udělován poloviční počet bodů, protože bylo odjeto méně než 75 % délky závodu.      |
| Horní index       | Umístění bodujících jezdců ve sprintu                                                   |

| Pozice | č.  | Jezdec             | Vůz               | Kolo | Čas                 | +/- | Pole | Body | Nej. kolo      | 1. Pitstop   | 2. Pitstop   |
| ------ | --- | ------------------ | ----------------- | ---- | ------------------- | --- | ---- | ---- | -------------- | ------------ | ------------ |
| 1      | 8.  | Fernando Alonso    | Ferrari F10       | 49   | 1:39:20,396         | 2   | 3    | 25   | 1:58.287       | 16. / 23.154 |              |
| 2      | 7.  | Felipe Massa       | Ferrari F10       | 49   | +0:16,099           | 0   | 2    | 18   | 1:59.732 (5.)  | 17. / 23.040 |              |
| 3      | 2.  | Lewis Hamilton     | McLaren MP4-25    | 49   | +0:23,182           | 1   | 4    | 15   | 1:59.560 (4.)  | 15. / 23.201 |              |
| 4      | 5.  | Sebastian Vettel   | Red Bull RB6      | 49   | +0:38,799           | 3   | 1    | 12   | 2:00.218 (12.) | 17. / 22.260 |              |
| 5      | 4.  | Nico Rosberg       | Mercedes MGP W01  | 49   | +0:40,213           | 0   | 5    | 10   | 2:00.236 (13.) | 16. / 24.295 |              |
| 6      | 3.  | Michael Schumacher | Mercedes MGP W01  | 49   | +0:44,163           | 1   | 7    | 8    | 2:00.204 (11.) | 15. / 23.160 |              |
| 7      | 1.  | Jenson Button      | McLaren MP4-25    | 49   | +0:45,280           | 1   | 8    | 6    | 1:59.970 (9.)  | 16. / 23.543 |              |
| 8      | 6.  | Mark Webber        | Red Bull RB6      | 49   | +0:46,360           | 2   | 6    | 4    | 1:59.487       | 16. / 25.190 |              |
| 9      | 15. | Vitantonio Liuzzi  | Force India VJM03 | 49   | +0:53,008           | 3   | 12   | 2    | 1:59.906 (7.)  | 20. / 23.931 |              |
| 10     | 9.  | Rubens Barrichello | Williams FW32     | 49   | +1:02,489           | 1   | 11   | 1    | 1:59.833 (6.)  | 19. / 23.671 |              |
| 11     | 11. | Robert Kubica      | Renault R30       | 49   | +1:09,093           | 2   | 9    |      | 2:00.474 (14.) | 22. / 23.116 |              |
| 12     | 14. | Adrian Sutil       | Force India VJM03 | 49   | +1:22,958           | 2   | 10   |      | 1:59.393       | 25. / 23.469 |              |
| 13     | 17. | Jaime Alguersuari  | Toro Rosso STR5   | 49   | +1:32,656           | 5   | 18   |      | 1:59.964 (8.)  | 13. / 24.056 | 26. / 23.337 |
| 14     | 10. | Nico Hülkenberg    | Williams FW32     | 48   | +1 kolo             | 1   | 13   |      | 2:01.401 (15.) | 3. / 25.136  | 25. / 25.735 |
| 15     | 19. | Heikki Kovalainen  | Lotus T127        | 47   | +2 kola             | 6   | 21   |      | 2:02.701 (17.) | 30. / 26.394 |              |
| 16     | 19. | Sébastien Buemi    | Toro Rosso STR5   | 46   | +3 kola Elektronika | 1   | 15   |      | 2:00.080 (10.) | 25. / 27.502 |              |
| 17     | 18. | Jarno Trulli       | Lotus T127        | 46   | +3 kola Hydraulika  | 3   | 20   |      | 2:02.930 (18.) | 24. / 26.979 |              |
| Pozice | č.  | Odstoupili         | Vůz               | Kolo | Důvod               | +/- | Pole | Body | Nej. kolo      | 1. Pitstop   | 2. Pitstop   |
| Ret    | 22. | Pedro de la Rosa   | Sauber C29        | 28   | Hydraulika          |     | 14   |      | 2:01.650 (16.) | 14. / 22.906 |              |
| Ret    | 21. | Bruno Senna        | Hispania F110     | 17   | Airbox              |     | 23   |      | 2:09.127 (22.) | 11. / 32.822 |              |
| Ret    | 24. | Timo Glock         | Virgin VR-01      | 16   | Převodovka          |     | 19   |      | 2:07.062 (21.) |              |              |
| Ret    | 12. | Vitalij Petrov     | Renault R30       | 13   | Zavěšení            |     | 17   |      | 2:04.307 (19.) |              |              |
| Ret    | 23. | Kamui Kobajaši     | Sauber C29        | 11   | Motor               |     | 16   |      | 2:05.044 (20.) |              |              |
| Ret    | 25. | Lucas di Grassi    | Virgin VR-01      | 2    | Hydraulika          |     | 22   |      | 2:09.361 (23.) |              |              |
| Ret    | 20. | Karun Chandhok     | Hispania F110     | 1    | Nehoda/Smyk         |     | 24   |      |                |              |              |
| Zdroj: |     |                    |                   |      |                     |     |      |      |                |              |              |

- žlutě - nejrychlejší pitstop
- červeně - nejpomalejší pitstop

## Tréninky
|    | I. Trénink                              |    | II. Trénink                             |    | III. Trénink                            |
| -- | --------------------------------------- | -- | --------------------------------------- | -- | --------------------------------------- |
| 1  | Adrian Sutil Force India 1:56.583       | 1  | Nico Rosberg Mercedes GP 1:55.409       | 1  | Fernando Alonso Ferrari 1:54.099        |
| 2  | Fernando Alonso Ferrari 1:56.766        | 2  | Lewis Hamilton McLaren 1:55.854         | 2  | Nico Rosberg Mercedes GP 1:54.368       |
| 3  | Robert Kubica Renault 1:57.041          | 3  | Michael Schumacher Mercedes GP 1:55.903 | 3  | Mark Webber Red Bull Racing 1:54.500    |
| 4  | Felipe Massa Ferrari 1:57.055           | 4  | Jenson Button McLaren 1:56.076          | 4  | Michael Schumacher Mercedes GP 1:54.533 |
| 5  | Jenson Button McLaren 1:57.068          | 5  | Sebastian Vettel Red Bull 1:56.459      | 5  | Sebastian Vettel Red Bull 1:54.646      |
| 6  | Lewis Hamilton McLaren 1:57.163         | 6  | Nico Hülkenberg Williams 1:56.501       | 6  | Felipe Massa Ferrari 1:54.739           |
| 7  | Vitantonio Liuzzi Force India 1:57.194  | 7  | Felipe Massa Ferrari 1:56.555           | 7  | Jenson Button McLaren 1:55.000          |
| 8  | Nico Rosberg Mercedes GP 1:57.199       | 8  | Vitalij Petrov Renault 1:56.750         | 8  | Robert Kubica Renault 1:55.331          |
| 9  | Mark Webber Red Bull 1:57.255           | 9  | Fernando Alonso Ferrari 1:57.140        | 9  | Vitantonio Liuzzi Force India 1:55.432  |
| 10 | Michael Schumacher Mercedes GP 1:57.662 | 10 | Pedro de la Rosa Sauber 1:57.255        | 10 | Nico Hülkenberg Williams 1:55.461       |
| 11 | Jaime Alguersuari Toro Rosso 1:57.722   | 11 | Kamui Kobajaši Sauber 1:57.352          | 11 | Adrian Sutil Force India 1:55.521       |
| 12 | Nico Hülkenberg Williams 1:57.894       | 12 | Adrian Sutil Force India 1:57.361       | 12 | Lewis Hamilton McLaren 1:55.860         |
| 13 | Sebastian Vettel Red Bull 1:57.943      | 13 | Rubens Barrichello Williams 1:57.452    | 13 | Pedro de la Rosa Sauber 1:56.063        |
| 14 | Sébastien Buemi Toro Rosso 1:58.399     | 14 | Vitantonio Liuzzi Force India 1:57.833  | 14 | Rubens Barrichello Williams 1:56.259    |
| 15 | Rubens Barrichello Williams 1:58.782    | 15 | Robert Kubica Renault 1:58.155          | 15 | Sébastien Buemi Toro Rosso 1:56.259     |
| 16 | Vitalij Petrov Renault 1:58.880         | 16 | Jaime Alguersuari Toro Rosso 1:59.799   | 16 | Jaime Alguersuari Toro Rosso 1:56.504   |
| 17 | Pedro de la Rosa Sauber 2:00.250        | 17 | Mark Webber Red Bull Racing 2:00.444    | 17 | Kamui Kobajaši Sauber 1:56.530          |
| 18 | Kamui Kobajaši Sauber 2:01.388          | 18 | Heikki Kovalainen Lotus 2:00.873        | 18 | Vitalij Petrov Renault 1:56.811         |
| 19 | Timo Glock Virgin 2:03.680              | 19 | Jarno Trulli Lotus 2:00.990             | 19 | Timo Glock Virgin 1:59.173              |
| 20 | Heikki Kovalainen Lotus 2:03.848        | 20 | Timo Glock Virgin 2:02.037              | 20 | Heikki Kovalainen Lotus 1:59.789        |
| 21 | Jarno Trulli Lotus 2:03.970             | 21 | Lucas di Grassi Virgin 2:02.188         | 21 | Jarno Trulli Lotus 2:01.259             |
| 22 | Lucas di Grassi Virgin -                | 22 | Bruno Senna HRT Racing 2:06.968         | 22 | Bruno Senna HRT Racing 2:04.001         |
| 23 | Bruno Senna HRT Racing -                | 23 | Sébastien Buemi Toro Rosso -            | 23 | Lucas di Grassi Virgin -                |
| 24 | Karun Chandhok HRT Racing -             | 24 | Karun Chandhok HRT Racing -             | 24 | Karun Chandhok HRT Racing -             |